# Miguel Moncadas Noguera
Miguel Moncadas Noguera, también conocido como Miquel Moncadas Noguera (Muro, Baleares, 19 de septiembre de 1921 - Solsona, Lérida, 5 de agosto de 1989), fue un obispo y teólogo español, obispo de Menorca (1969-77) y de Solsona (1977-89).

## Biografía
Estudió en el Seminario Diocesano de San Pedro de Mallorca. En 1947 fue ordenado presbítero por parte del obispo Juan Hervás en el Monasterio de Lluc y en 1948 se licenció en Teología por la Universidad Pontificia de Salamanca.
En los inicios de su carrera eclesiástica fue rector del Seminario Menor de Palma de Mallorca (1948-1956) y profesor de religión en los institutos Ramón Lull y Juan Alcover. Fue nombrado director del Centro de Formación Social de Can Tàpera (1956-1968), donde se dedicó a predicar ejercicios espirituales y a promover el Movimiento Familiar del que fue consiliario diocesano y viceconsiliario nacional. Impulsó en Mallorca los cursos de Renovación Cristiana inspirados en el Movimiento por un Mundo Mejor, fundado por Riccardo Lombardi, SJ. También dirigió la Oficina Diocesana de Información de la Iglesia de Mallorca.
El 11 de diciembre de 1968 fue preconizado obispo de Menorca por San Pablo VI. El día 2 de febrero de 1969 recibió la consagración episcopal de manos del arzobispo Luigi Dadaglio, nuncio apostólico en España, y tomó posesión de la diócesis menorquina. Durante su episcopado transformó el Santuario de Monte Toro en una casa de espiritualidad y fomentó la formación teológica de los presbíteros y las religiosas. También fue presidente de la subcomisión de Pastoral Familiar y de la comisión de Turismo y Migraciones de la Conferencia Episcopal Española.
Fue nombrado obispo de Solsona por Pablo VI, el 1 de abril de 1977, y tomó posesión de la diócesis el día 29 de mayo. Durante esta etapa, coincidió con la democratización en España y se manifestó partidario de la separación entre la Iglesia y los poderes públicos. Llevó a cabo las orientaciones del Concilio Vaticano II en Solsona, cedió parte del Palacio Episcopal al Museo Diocesano y Comarcal de Solsona y, aunque él estaba dispuesto a vivir en un piso o en un departamento del Seminario de Solsona, ubicó su residencia en un piso del edificio de unas dimensiones mucho más reducidas que las estancias que ocuparon sus antecesores. De acuerdo con su carácter, durante las festividades locales de Solsona, como la Fiesta Mayor o el Corpus, optó por no presidir oficialmente los actos juntamente con las autoridades civiles y participaba solo de los estrictamente religiosos.
Durante su etapa en Solsona, promovió la remodelación de la casa de espiritualidad del Santuario del Miracle y del hospital geriátrico de Solsona e instituyó el Consejo Diocesano de Pastoral. En la Conferencia Episcopal Tarraconense fue designado responsable de Pastoral Familiar y Juventud. También destacó como defensor de la normalización del uso de la lengua catalana.
Murió el 5 de agosto de 1989 ingresado en Manresa, fruto de un infarto que sufrió dos días antes mientras impartía unos ejercicios espirituales en el Santuario del Miracle y que lo dejó en coma. Fue enterrado en la nave central de la catedral de Solsona.

## Cargos
| Predecesor: Rafael Álvarez Lara administrador apostólico | Obispo de Menorca 1969 – 1977 | Sucesor: Antoni Deig Clotet |
| Predecesor: José Bascuñana López                         | Obispo de Solsona 1977 – 1989 | Sucesor: Antoni Deig Clotet |